# Озеро (пам'ятка природи, Черкаська область)
Озеро — гідрологічна пам'ятка природи місцевого значення. Об'єкт розташований на території Звенигородського району Черкаської області, село Шендерівка.
Площа — 0,5 га, статус отриманий у 2000 році.
Охороняється озеро з підземним джерелом. Водоносний комплекс тріщинної зони, нерівномірної потужності в верхній частині докембрійського періоду.